# 로쇠위아섬

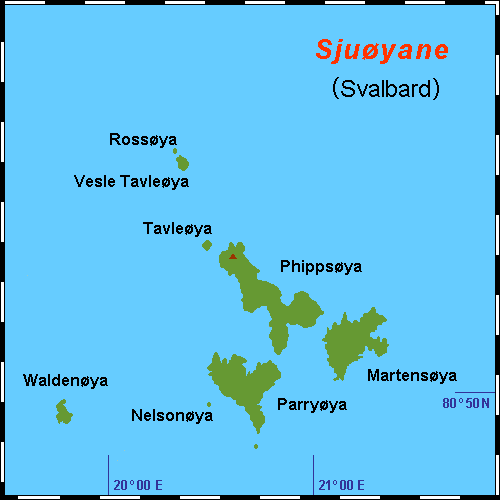
로쇠위아섬과 근처의 섬들

로쇠위아섬(노르웨이어: Rossøya)은 북극해에 위치한 섬이며, 노르웨이의 최북단 지점이다. 스발바르 제도에 속해있는 섬이며, 노르웨이 본토 최북단 지점인 노르카프까지의 거리는 1,084km이다.

## 역사
로쇠위아섬의 최초 발견은 1618년 포경선의 선장인 헨드릭 동커에 의해 처음 알려졌다. 이후 코르넬리스 자일스와 피에테르 구스, 아우트거 레프와 같은 지도 제작자에 의해 지도에 그려졌다.
로쇠위아섬은 1827년 영국의 탐험가이자 해군 장교인 윌리엄 에드워드 패리의 HMS 헤클라 탐험대에 참여해 북극을 탐사한 탐험가 제임스 클라크 로스의 이름을 따서 명명되었다. 
1973년 1월 1일, 로쇠위아섬은 노르다우스트 스발바르 자연보호구역의 일부로 지정되었다.

## 자연 환경
로쇠위아섬은 새의 배설물을 양분으로 삼는 그린란드스커비그래스가 무성하여 옅은 초록빛을 띈다. 섬에는 작은오크새, 코뿔바다오리, 브뤼니히의 길레모트와 같은 새가 서식한다. 이 새들은 모두 철새로, 4월~5월까지 로쇠위아섬에서 서식한다. 로쇠위아섬에 서식하는 유일한 포유류는 북극곰으로, 겨울에 흔히 발견되며, 바다가 얼 때 근처 섬에서 건너온다.

## 같이 보기
- 스발바르 제도
- 최북단순 나라 목록